# Савватий (епископ Коломенский)
Епископ Савва́тий — епископ Русской церкви, епископ Коломенский и Каширский.
С 1565 года — архимандрит Суздальского Спасо-Евфимиева монастыря.
В 1570 году рукоположён во епископа Коломенского и Каширского и управлял епархией до 1571 года.
Есть основания полагать, что Савватий причастен к спасению от забвения жития преподобной Евфросинии Суздальской. Благодаря Савватию «без вести бывше много лет» житие попало из Суздальского Спасо-Евфимиева монастыря в Махрищский монастырь.